# Unidad Patriótica Comunitaria
Unidad Patriótica Comunitaria (UPC) es un partido político venezolano de izquierda con sede en Valencia, estado Carabobo. Ideológicamente se identifican como un movimiento progresista-nacionalista basados en el bolivarianismo. Sus principios se basan en la profundización de la democracia y la justicia social.
Fue fundado a finales de noviembre de 2002 como partido regional bajo el nombre de Unidad Patriótica de Carabobo, la primera vez que presentó candidatos fue en las elecciones regionales de 2004, su candidato a gobernador por Carabobo fue Luis Felipe Acosta Carlez junto a una coalición oficialista, obteniendo la victoria y transformándose en el quinto partido del estado Carabobo aportando el 3,5% de los votos, el candidato se adjudicó la victoria con estrecho margen de 3,24% sobre el candidato opositor Henrique Salas Feo. Luego entre el 14 de enero y el 30 de mayo de 2006 se transforman en partido nacional sustituyendo la palabra "Carabobo" por "Comunitaria" para participar en las elecciones presidenciales de ese año apoyando a Hugo Chávez, el partido obtuvo 22.473 votos (0,19%).
Luego de la propuesta hecha por el presidente Chávez para la formación de un partido que unificara las fuerzas políticas oficialistas con el nombre de Partido Socialista Unido de Venezuela, se convocan a dos reuniones del partido para decidir su fusión o no con el nuevo movimiento, en ambas reuniones se decidió no apoyar la unión al PSUV.